# Vrbnica
Vrbnica (in ungherese Füzesér) è un comune della Slovacchia facente parte del distretto di Michalovce, nella regione di Košice.